# Кардета (Пиза)
Кардета је насеље у Италији у округу Пиза, региону Тоскана.
Према процени из 2011. у насељу је живело 130 становника. Насеље се налази на надморској висини од 1 м.